# Turček
Turček je obec na Slovensku v okrese Turčianske Teplice v Žilinském kraji. Žije v něm 621 obyvatel.

## Historie
První písemná zmínka o vesnici pochází z roku 1371.

## Přírodní poměry
Obec leží v nadmořské výšce 674 metrů a a její správní území měří 53,011 km². Zasahuje do něj část národní přírodní rezervace Svrčinník.

## Pamětihodnosti
- Římskokatolický kostel Nejsvětější Trojice z roku 1935
- Římskokatolický kostel svatého Jana Nepomuckého z let 1901–1902